# كارلا هال
كارلا هال (بالإنجليزية: Carla Hall)‏ هي طاهية أمريكية، ولدت في 12 مايو 1964 في ناشفيل في الولايات المتحدة.

## وصلات خارجية
- الموقع الرسمي